# Улица Свентего Миколая
Улица Свентего Миколая (пол. Ulica św. Mikołaja) — улица во Вроцлаве в историческом районе Старый город. Одна из двух улиц (вторая — улица Руская), ведущих с Рыночной площади на запад к прежним городским Миколайским (Николаевским) воротам, по которым улица и получила свое название (до 1945 года — улица Николая, нем. Nikolai Straße). Выходит к улице Подвале.
Улица имеет длину около 600 метров и на середине пересекается вроцлавской трассой W-Z.

## История

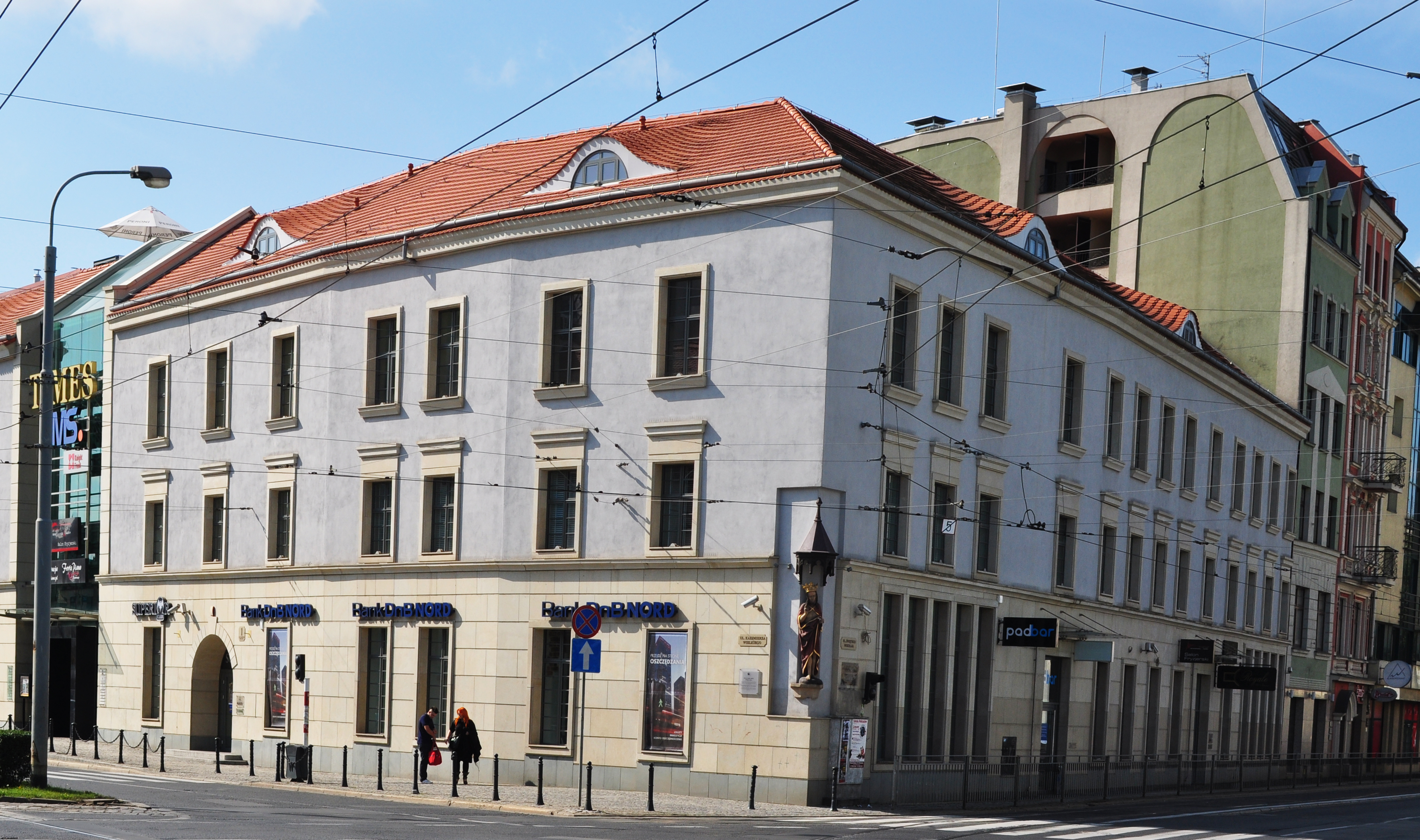
Госпиталь Гроба Господнего

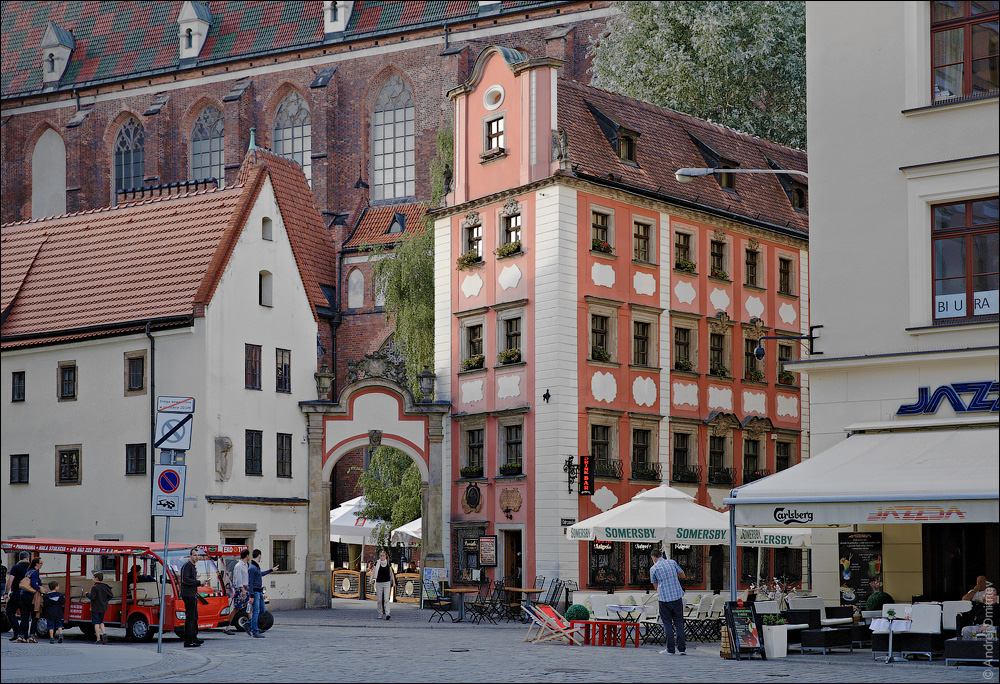
Дома «Ясь» и «Малгося»

В средние века улица (наряду с улицами Руской, Олавской, Свидницкой и Пясковой) была одним из главных транспортных путей во Вроцлаве.
В 1970-х годах во Вроцлаве прокладывали трассу W-Z. При сносе застройки, связанным со строительством трассы, удалось сохранить здание на углу улицы и трассы (здание Госпиталя Гроба Господня).
В выходящем на улицу здании XVI века «Малгося» открыт музей гномов

## Достопримечательности
На улице, у площади Рынок, расположена базилика Св. Элизабеты. На другом конце улицы, у бывших Николаевских ворот, находится православный собор Рождества Пресвятой Богородицы (бывшая церковь Св. Барбары).
Дома «Ясь» (д. 1) и «Малгося» (Одржаньская, д. 39-40)